# Nowy Szczawin Borowy (gromada)
Nowy Szczawin Borowy (alt. Szczawin Borowy) – dawna gromada, czyli najmniejsza jednostka podziału terytorialnego Polskiej Rzeczypospolitej Ludowej w latach 1954–1972.
Gromady, z gromadzkimi radami narodowymi (GRN) jako organami władzy najniższego stopnia na wsi, funkcjonowały od reformy reorganizującej administrację wiejską przeprowadzonej jesienią 1954 do momentu ich zniesienia z dniem 1 stycznia 1973, tym samym wypierając organizację gminną w latach 1954–1972.
Gromadę Nowy Szczawin Borowy z siedzibą GRN w Nowym Szczawinie Borowym (w obecnym brzmieniu Szczawin Borowy-Kolonia) utworzono – jako jedną z 8759 gromad na obszarze Polski – w powiecie gostynińskim w woj. warszawskim, na mocy uchwały nr VI/10/3/54 WRN w Warszawie z dnia 5 października 1954. W skład jednostki weszły obszary dotychczasowych gromad Gołas(), Guzew i Nowy Szczawin Borowy oraz wieś Sewerynów z dotychczasowej gromady Szczawinek ze zniesionej gminy Szczawin a także obszar dotychczasowej gromady Łuszczanów I ze zniesionej gminy Pacyna w tymże powiecie. Dla gromady ustalono 12 członków gromadzkiej rady narodowej.
1 stycznia 1959 z gromady Nowy Szczawin Borowy wyłączono wsie Gołas i Łuszczanów, włączając je do gromady Suserz w tymże powiecie, po czym gromadę Nowy Szczawin Borowy zniesiono, a jej (pozostały) obszar włączono do gromady Szczawin Kościelny tamże.